# 이홍우 (1959년)
이홍우(李弘祐, 1959년 10월 21일~)는 대한민국의 정치인이자 전 노동운동가이다. 그리고 경상북도 구미시 출신이다.

## 학력
- 인동공립국민학교 전학
- 대구동인국민학교 졸업
- 영신중학교 졸업
- 경신고등학교 졸업
- 계명대학교 경영대학 회계학 학사

## 경력
- 2001.01~2002.04 전국민주노동조합총연맹 사무총장
- 2007.04~2008.08 고양시 경량전철반대주민대책위원회 공동집행위원장
- 2012.10~2013.07 진보정의당 최고위원
- 2013.07~2016.07 정의당 노동정치전략회의 노동정치사업단장
- 2013.07~2016.07 정의당 전국위원
- 2013.07~2017.07 정의당 노동위원장
- 2013.07~2018.11 정의당 경기도당 고양시 일산구 위원회 위원장
- 2017.03~노동복지나눔센터 이사장
- 2018.12~2020.06 정의당 경기도당 고양시 정 위원회 위원장
- 2020.06~경기도시장상권진흥원 원장

## 역대 선거 결과
|  | 6.05% |

|  | 2.54% |